# لاك ريدج (فرجينيا)
لاك ريدج (بالإنجليزية: Lake Ridge CDP, Virginia)‏ هي منطقة سكنية تقع بولاية فرجينيا في الولايات المتحدة. تبلغ مساحتها 22.4 كم2، وترتفع عن سطح البحر 85 م، بلغ عدد سكانها 41,058 نسمة في عام 2010 حسب إحصاء مكتب تعداد الولايات المتحدة وتصل الكثافة السكانية فيها 1,832.9 نسمة لكل كيلومتر مربع (4,747.2/ميل2).

## التركيبة السكانية
حدّد مكتب تعداد الولايات المتحدة بيانات التركيبة السكانية للاك ريدج في تعداد الولايات المتحدة. في ما يلي، التركيبة السكانية حسب تعدادي 2000 و2010.

### تعداد عام 2000
بلغ عدد سكان لاك ريدج 30,404 نسمة بحسب تعداد عام 2000، وبلغ عدد الأسر 10,980 أسرة وعدد العائلات 8,102 عائلة مقيمة في المنطقة السكنية. في حين سجلت الكثافة السكانية 1,357.3 نسمة لكل كيلومتر مربع (3,515.4/ميل2). وبلغ عدد الوحدات السكنية 11,265 وحدة بمتوسط كثافة قدره 502.9 لكل كيلومتر مربع (1,302.5/ميل2).
وتوزع التركيب العرقي للمنطقة السكنية بنسبة 74.38% من البيض و16.02% من الأمريكيين الأفارقة و0.24% من الأمريكيين الأصليين و3.53% من الأمريكيين ذوي الأصول الآسيوية و0.13% من سكان جزر المحيط الهادئ و2.20% من الأعراق الأخرى و3.50% من عرقين مختلطين أو أكثر و7.11% من الهسبانيون أو اللاتينيون من أي عرق.
بلغ عدد الأسر 10,980 أسرة كانت نسبة 44.9% منها لديها أطفال تحت سن الثامنة عشر تعيش معهم، وبلغت نسبة الأزواج القاطنين مع بعضهم البعض 58.9% من أصل المجموع الكلي للأسر، ونسبة 11.4% من الأسر كان لديها معيلات من الإناث دون وجود شريك،  بينما كانت نسبة 3.5% من الأسر لديها معيلون من الذكور دون وجود شريكة وكانت نسبة 26.2% من غير العائلات. تألفت نسبة 20.1% من أصل جميع الأسر من عدة أفراد يعيشون في نفس المنزل ونسبة 4% كانت تتألف من شخص يعيش بمفرده يبلغ من العمر 65 عاماً أو أكثر. وبلغ متوسط حجم الأسرة المعيشية 2.76، أما متوسط حجم العائلات فبلغ 3.21.
بلغ العمر الوسطي للسكان 33.7 عاماً. وكانت نسبة 29.5% من القاطنين تحت سن الثامنة عشر، وكانت نسبة 7.5% بين الثامنة عشر والرابعة والعشرين عاماً، ونسبة 34.4% كانت واقعةً في الفئة العمرية ما بين الخامسة والعشرين والرابعة والأربعين عاماً، ونسبة 23.6% كانت ما بين الخامسة والأربعين والرابعة والستين، ونسبة 4.7% كانت ضمن فئة الخامسة والستين عاماً فما فوق. يوجد لكل 100 أنثى 92.7 ذكر، ويوجد لكل 100 أنثى في الثامنة عشر من عمرها فما فوق 88.8 ذكر.
بلغ متوسط دخل الأسرة في المنطقة السكنية 71,458 دولارًا، أما متوسط دخل العائلة فبلغ 80,998 دولارًا. وكان متوسط دخل الذكور 55,182 دولارًا مقابل 36,726 دولارًا للإناث. وسجل دخل الفرد الخاص بالمنطقة السكنية 30,506 دولارًا. وكانت نسبة 1.7% من العائلات ونسبة 2.3% من السكان تحت خط الفقر، وكان من هؤلاء نسبة 2.6% تحت سن الثامنة عشر ونسبة 2.3% في الخامسة والستين من العمر وما فوق.

### تعداد عام 2010
بلغ عدد سكان لاك ريدج 41,058 نسمة بحسب تعداد عام 2010، وبلغ عدد الأسر 15,121 أسرة وعدد العائلات 10,745 عائلة مقيمة في المنطقة السكنية. في حين سجلت الكثافة السكانية 1,832.9 نسمة لكل كيلومتر مربع (4,747.2/ميل2). وبلغ عدد الوحدات السكنية 15,678 وحدة بمتوسط كثافة قدره 699.9 لكل كيلومتر مربع (1,812.7/ميل2).
وتوزع التركيب العرقي للمنطقة السكنية بنسبة 62.06% من البيض و20.17% من الأمريكيين الأفارقة و0.59% من الأمريكيين الأصليين و6.67% من الأمريكيين ذوي الأصول الآسيوية و0.12% من سكان جزر المحيط الهادئ و5.32% من الأعراق الأخرى و5.07% من عرقين مختلطين أو أكثر و15.37% من الهسبانيون أو اللاتينيون من أي عرق.
بلغ عدد الأسر 15,121 أسرة كانت نسبة 39.3% منها لديها أطفال تحت سن الثامنة عشر تعيش معهم، وبلغت نسبة الأزواج القاطنين مع بعضهم البعض 53.6% من أصل المجموع الكلي للأسر، ونسبة 12.9% من الأسر كان لديها معيلات من الإناث دون وجود شريك،  بينما كانت نسبة 4.5% من الأسر لديها معيلون من الذكور دون وجود شريكة وكانت نسبة 28.9% من غير العائلات. تألفت نسبة 23.8% من أصل جميع الأسر من عدة أفراد يعيشون في نفس المنزل ونسبة 5.4% كانت تتألف من شخص يعيش بمفرده يبلغ من العمر 65 عاماً أو أكثر. وبلغ متوسط حجم الأسرة المعيشية 2.71، أما متوسط حجم العائلات فبلغ 3.21.
بلغ العمر الوسطي للسكان 35.6 عاماً. وكانت نسبة 26.2% من القاطنين تحت سن الثامنة عشر، وكانت نسبة 7.7% بين الثامنة عشر والرابعة والعشرين عاماً، ونسبة 30.9% كانت واقعةً في الفئة العمرية ما بين الخامسة والعشرين والرابعة والأربعين عاماً، ونسبة 27.8% كانت ما بين الخامسة والأربعين والرابعة والستين، ونسبة 7.4% كانت ضمن فئة الخامسة والستين عاماً فما فوق. وتوزع التركيب الجنسي للسكان بنسبة 47.8% ذكور و52.2% إناث.